# Saint-Jean-d'Aulps
Saint-Jean-d'Aulps (San Giovanni di Aulps in italiano desueto) è un comune francese di 1 197 abitanti situato nel dipartimento dell'Alta Savoia della regione dell'Alvernia-Rodano-Alpi.

## Società

### Evoluzione demografica
Abitanti censiti